# Nowa Ruda Słupiec
Nowa Ruda Słupiec – stacja towarowa w Nowej Rudzie, w dzielnicy Słupiec; w województwie dolnośląskim, w Polsce. Obecnie nie ma na niej peronów.